# Good Burger 2
Good Burger 2 (Buena Hamburguesa 2 en Hispanoamérica) es una película de comedia estadounidense protagonizada por Kenan Thompson y Kel Mitchell. Es una secuela de la película Good Burger (1997), que a su vez se basaba en un sketch de comedia presentado en la serie de Nickelodeon, All That.

## Argumento
26 años después de los acontecimientos de la primera película, el inventor Dexter Reed se reúne con su compañero de trabajo Ed en su antiguo lugar de trabajo, Good Burger.

## Reparto
- Kenan Thompson como Dexter Reed, un inventor sin suerte que vuelve a ser contratado en Good Burger.
- Kel Mitchell como Ed, un cajero tonto pero de buen corazón que trabaja en Good Burger.
- Kamaia Fairburn como Mia, la sobrina de Dexter.
- Alex R. Hibbert como Ed 2, el hijo de Ed
- Fabrizio Guido como el Sr. Jensen, el actual gerente de Good Burger.
- Emily Hinkler como Cindy y Lindy.
- Elizabeth Hinkler como Mindy.
- Anabel Graetz como Ruth.
- Leslie Jones como Charlotte, hermana de Dexter y madre de Mia.
- Liza Koshy como Wilma, técnica de MegaCorp.
- Rob Gronkowski como un cliente inconveniente
- Kai Cenat como un cliente descontento
- Marsai Martin como un cliente amigable
- Pete Davidson como un cliente enojado
- Ego Nwodim como Edie, la esposa de Ed
- Nicole Byer como Luna Foxx
- Lil Rel Howery como Cecil McNevin, abogado de la corporación MegaCorp
- Jillian Bell como Katt Bozwell, directora ejecutiva de MegaCorp y hermana menor de Kurt Bozwell
- Lori Beth Denberg como Connie Muldoon, patrocinadora de Good Burger
- Carmen Electra como Roxane
- Josh Server como Fizz, el ex empleado de Good Burger que estuvo congelado durante veintidós años
- Adrian M. Mompoint como un duro matón de MegaCorp
- Ricky Vélez como un matón escuálido de MegaCorp
- Ron Funches como Jimathy
- Molly Kearney como Alex, un guardia de seguridad en MegaCorp
- Michael Longfellow como Oscar, técnico de MegaCorp
- Sofia Black-D'Elia como Maria
- Matt Friend como un camarero serio
- Flula Borg como Food Dude, un influencer alemana de las redes sociales
- Phil Traill como Mark Machray

### Cameos
- Mark Cuban
- Yung Gravy
- Nicole Richie
- Zoe Saldaña
- Andy Samberg
- Maya Rudolph
- Bowen Yang
- Chrissy Teigen
- Darryl 'DMC' McDaniels
- Shar Jackson
- Shaun White
- Mikey Day
- Danny Tamberelli
- George Clinton
- Al Roker

## Doblaje
| Personaje               | Reparto original   | Doblaje de Hispanoamérica |
| ----------------------- | ------------------ | ------------------------- |
| Dexter Reed             | Kenan Thompson     | Gabriel Ortiz             |
| Ed                      | Kel Mitchell       | Miguel Ángel Ruiz         |
| Mia                     | Kamaia Fairburn    | Lilian Vela               |
| Maria                   | Sofia Black-D'Elia | Pamela Cruz               |
| Cecil McNevin           | Lil Rel Howery     | Ricardo Bautista          |
| Katt Bozwell            | Jillian Bell       | Lidia Mares               |
| Sr. Jensen              | Fabrizio Guido     | Diego Becerril            |
| Ed 2                    | Alex R. Hibbert    | Aldo Guzmán               |
| Cindy                   | Emily Hinkler      | Fernanda Ornelas          |
| Lindy                   | Emily Hinkler      | Fernanda Ornelas          |
| Mindy                   | Elizabeth Hinkler  | Fernanda Ornelas          |
| Mark Cuban              | Mark Cuban         | Marcos Patiño             |
| Ruth                    | Anabel Graetz      | Ángela Villanueva         |
| Alex                    | Molly Kearney      | Nallely Solís             |
| Wilma                   | Liza Koshy         | Cynthia Chong             |
| Jimathy                 | Ron Funches        | Iván Cervantes            |
| Charlotte               | Leslie Jones       | Stephany Espinosa         |
| Oscar                   | Michael Longfellow | Roberto Cuevas            |
| Connie                  | Lori Beth Denberg  | Mayela Fernández          |
| Luna Foxx               | Nicole Byer        | Anette Ugalde             |
| Edie                    | Ego Nwodim         | Joselin Alvarado          |
| Fizz                    | Josh Server        | Rolando de la Fuente      |
| Roxanne                 | Carmen Electra     | Erika Rendón              |
| Presentación e insertos | N/A                | Carlos Reynoso            |

## Producción

### Desarrollo
En diciembre de 2021, el director de la película original y actual director ejecutivo de Paramount Pictures, Brian Robbins, reveló que quería crear una serie animada basada en Good Burger para el servicio de transmisión de Paramount+ y esperaba que Thompson y Mitchell participaran de alguna manera. Mitchell expresó su interés en revivir Good Burger, debido a que uno de sus hijos era fanático de la película.
El 17 de marzo de 2023, tanto Thompson como Mitchell anunciaron oficialmente el título de la secuela como Good Burger 2, además de que retomaban sus papeles como Dexter Reed y Ed, respectivamente.